# Đại chủng viện Thánh Giuse Sài Gòn

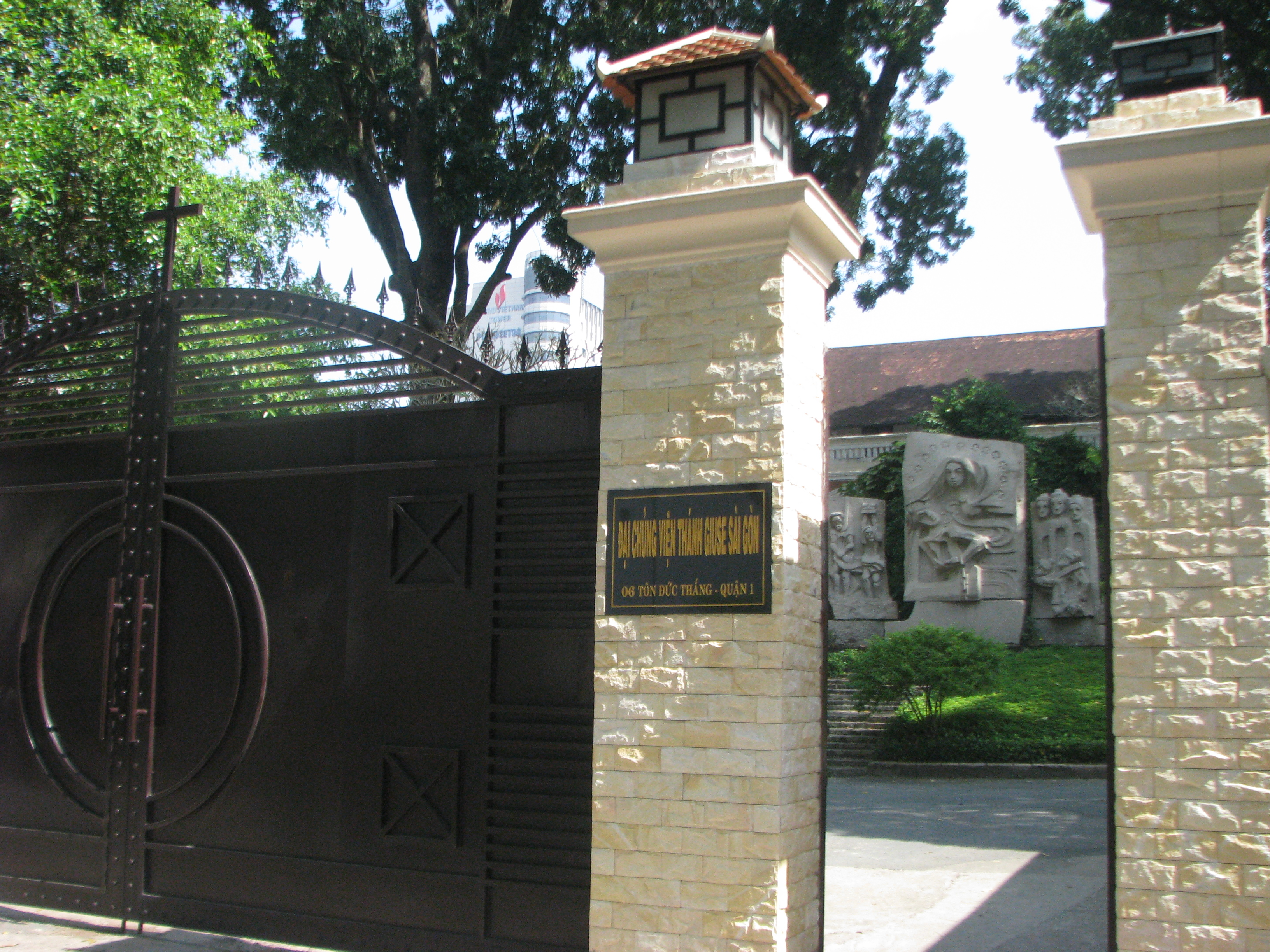
Cổng vào Đại chủng viện Thánh Giuse Sài Gòn

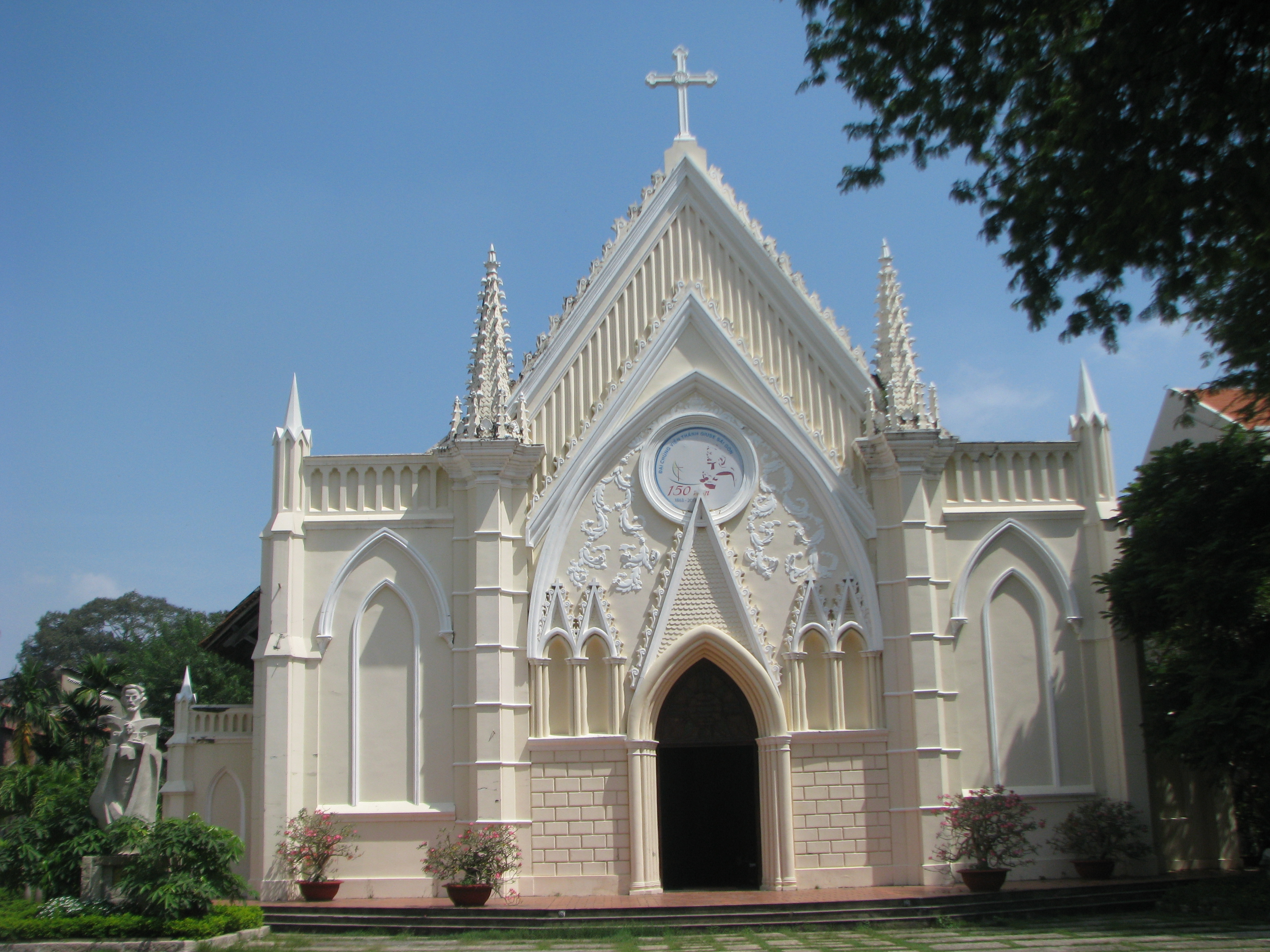
Nhà nguyện trong Đại chủng viện

Đại chủng viện Thánh Giuse Sài Gòn (tiếng Pháp: Séminaire Saint-Joseph de Saïgon) là một đại chủng viện được sử dụng trong việc đào tạo Giáo sĩ Công giáo cho Tổng giáo phận Thành phố Hồ Chí Minh và một số giáo phận xung quanh. Đại chủng viện tọa lạc tại địa chỉ số 6 đường Tôn Đức Thắng, phường Sài Gòn, Thành phố Hồ Chí Minh, Việt Nam. Giám đốc Chủng viện hiện nay là Linh mục Giuse Đỗ Xuân Vinh.
Chủng viện Thánh Giuse được xây dựng từ năm 1863 bởi linh mục Wilbaux, được điều hành bởi Hội Thừa sai Paris kể từ khi thành lập cho đến tháng 7 năm 1961 thì bàn giao lại cho hàng giáo sĩ Công giáo Việt Nam. Linh mục Giuse Phạm Văn Thiên được chọn làm Giám đốc người Việt Tiên khởi của Chủng viện.
Tiền thân cơ sở Chủng viện vốn dùng đào tạo cho cả cấp Tiểu chủng viện và Đại chủng viện cho đến năm 1933. Với biến cố năm 1975, Tiểu chủng viện đóng cửa, trong khi Đại chủng viện ngừng hoạt động từ năm 1982 cho đến cuối năm 1986. Chủng viện được chính thức hoạt động lại vào năm 1987, với niên khoá đào tạo được gọi là khóa I.
Trong suốt thời gian hoạt đông của mình, tính đến năm 2023, có 38 giám mục Công giáo Việt Nam từng theo học tại Chủng viện, trong đó có Giám mục Tiên khởi Gioan Baotixita Nguyễn Bá Tòng và hai hồng y người Việt Nam.

## Lịch sử
Sau khi tình trạng loại trừ truyền đạo Công giáo tại Việt Nam dần dần giảm bớt căng thẳng, Giám mục Dominique Lefèbvre, Đại diện Tông Tòa Hạt Đại diện Tông Tòa Tây Đàng Trong chính thức cho chuyển chủng viện về nội thành Sài Gòn vào năm 1862. Đại chủng viện chính thức được cử hành nghi thức đặt viên đá đầu tiên bởi Giám mục Lefèbvre vào năm 1863. Quá trình xây dựng được điều hành bởi linh mục Giám đốc Tiên khởi Théodore Louis Wibaux Vị. Năm 1866, Giám mục Jean-Claude Miche Mịch chính thức khánh thành và chính thức khai giảng năm học đầu tiên do các linh mục thuộc Hội Thừa sai Paris giảng dạy. Chủng viện lúc này có tên gọi chính thức là Chủng viện Thánh Giuse.
Một năm sau ngày khai giảng, linh mục Giám đốc Wibaux tiến hành cho xây nhà nguyện chủng viện, và Giám mục Miche đã cử hành nghi thức thánh hiến vào năm 1871. Chủng viện được xây thêm hai dãy nhà lầu vào năm 1932, dưới thời Giám mục Isidore-Marie Dumortier Đượm, và một năm sau đó, tách Tiểu chủng viện ra khỏi Đại chủng viện.
Tháng 7 năm 1961, hàng giáo sĩ Việt Nam được Hội Thừa sai Paris trao lại quyền điều hành chủng viện. Với mục đích đưa hai khoa Triết học và Thần học từ hai địa điểm về giảng dạy tại cùng một địa điểm, Tổng giám mục Phaolô Nguyễn Văn Bình cho xây dựng thêm nhiều khu nhà mới. Tổng giám mục Bình cũng bổ nhiệm linh mục Giuse Phạm Văn Thiên làm Giám đốc người Việt Nam đầu tiên của Đại chủng viện Thánh Giuse Sài Gòn.
Tiểu chủng viện bị đóng cửa vào năm 1977. Năm năm sau đó, Đại chủng viện tạm ngừng hoạt động. Cuối năm 1986, ngày 18 tháng 12, Đại chủng viện được cho tái hoạt động, và việc khai giảng khóa học mới, gọi là Khóa I được tổ chức vào tháng 2 năm 1987. Kể từ khóa thứ III, chủng viện được phép tuyển sinh hai năm một lần. Xuất thân từ khóa thứ III, có bốn chủng sinh (trong tổng số 20 chủng sinh của Tổng giáo phận) sau này trở thành giám mục, thi hành mục vụ ở bốn giáo phận khác nhau tại Việt Nam.
Đại chủng viện Thánh Giuse Sài Gòn đào tạo chủng sinh cho sáu giáo phận, nhưng vì có nhiều ứng viên trong khi chỉ tiêu có hạn, Giám mục Phaolô Maria Nguyễn Minh Nhật kiến nghị với Ban Tôn giáo Chính phủ cho thành lập Đại chủng viện Xuân Lộc. Ban Tôn giáo cho biết Thủ tướng Việt Nam có chủ trương thiết lập Đại chủng viện tại Xuân Lộc với tư cách Cơ sở II của Đại chủng viện Thánh Giuse Sài Gòn vào năm 1999. Tháng 12 năm 2005, Chính phủ Việt Nam cho phép thành lập cơ sở II của Đại chủng viện Thánh Giuse Sài Gòn tại Xuân Lộc. Sau đó, cuối tháng 4 năm 2011, Đại chủng viện Thánh Giuse Sài Gòn tại Xuân Lộc chính thức trở thành Đại chủng viện độc lập với tên gọi là Đại chủng viện Thánh Giuse Xuân Lộc và đào tạo linh mục cho 4 giáo phận là Xuân Lộc, Đà Lạt, Phan Thiết, Bà Rịa.
Ngày 19 tháng 3 năm 2013, đại chủng viện Thánh Giuse Sài Gòn đã mừng kỷ niệm 150 năm thành lập. Giáo hội Công giáo tại Việt Nam có 38 giám mục xuất thân từ Đại chủng viện Sài Gòn, tính đến năm 2023. Giám mục Tiên khởi người Việt Nam Gioan Baotixita Nguyễn Bá Tòng xuất thân từ Chủng viện Thánh Giuse Sài Gòn. Chân phước Giuse Lương Hạo Tiến, một người gốc Lào cũng từng theo học Đại chủng viện Thánh Giuse. Ngoài giám mục Tòng, hai hồng y Việt Nam là Gioan Baotixita Phạm Minh Mẫn và Phêrô Nguyễn Văn Nhơn cũng từng theo học tại đây.

## Vị trí địa lý
Trước kia, đây vốn là một tổ hợp lớn gồm Đại chủng viện, Nhà thờ Thánh Phaolô, Chủng viện Thánh Phaolô, nhà nguyện, tu viện... Sau sự kiện 30 tháng 4 năm 1975, phần lớn đất của tu viện thánh Phaolô tách ra làm:
- Trường Tiểu học Sư phạm Mầm non
- Trường Cao đẳng Sư phạm Mầm non
- Trường Mẫu giáo Hoa Lư
- Trung tâm văn hoá
- Hai cụm dân cư với khoảng 60 hộ
- Một phần phía Đông bị phá dỡ để xây dựng đường Nguyễn Hữu Cảnh

Nhà thờ hiện nay là nơi thường cử hành lễ cho giáo dân người nước ngoài ở thành phố. Tại nhà trưng bày có ba dãy lầu gồm các phòng lưu trữ đồ cổ, sách cổ, di tích các Thánh tử đạo (như xương các thánh, gươm giáo, xiềng xích...), các tượng điêu khắc, tranh nghệ thuật tôn giáo và dân gian.

## Giám đốc Đại chủng viện
Danh sách Giám đốc Đại chủng viện Thánh Giuse Sài Gòn:
| STT                            | Tên                            | Thời gian quản lý              | Ghi chú |
| Chủng viện Thánh Giuse Sài Gòn | Chủng viện Thánh Giuse Sài Gòn | Chủng viện Thánh Giuse Sài Gòn | Chủng viện Thánh Giuse Sài Gòn                                                                                      |
| ------------------------------ | ------------------------------ | ------------------------------ | --- |
| 1                              | Théodore Louis Wibaux          | 1861–1877                      | |
| 2                              | Julien Thiriet                 | 1877-1897                      | |
| 3                              | Jean Augustin Dumas            | 1897–1913                      | |
| 4                              | Urbain Anselme Delignon        | 1913–1916                      | |
| 5                              | Auguste Ernerst Hay            | 1916–1927                      | |
| 6                              | Urbain Anselme Delignon        | 1927–1930                      | |
| 7                              | Albert Pierre Delagnes         | 1930–1952                      | |
| 8                              | André Lesouef                  | 1952–1961                      | Sau này là Phủ doãn Tông Tòa Hạt Phủ doãn Tông Tòa Kompong-Cham, Campuchia                                          |
| 9                              | Giuse Phạm Văn Thiên           | 1961–1966                      | Sau này là Giám mục chính tòa Tiên khởi Giáo phận Phú Cường                                                         |
| 10                             | Giacôbê Nguyễn Văn Mầu         | 1966–1968                      | Sau này là Giám mục chính tòa Giáo phận Vĩnh Long                                                                   |
| 11                             | Phaolô Huỳnh Ngọc Tiên         | 1968–1975                      | |
| 12                             | Đa Minh Trần Thái Hiệp         | 1975–1992                      | |
| 13                             | Phaolô Lê Tấn Thành            | 1992–2005                      | |
| 14                             | Ernest Nguyễn Văn Hưởng        | 2005–2011                      | |
| 15                             | Phêrô Nguyễn Văn Khảm          | 2011–2012                      | Lúc này đã là Giám mục phụ tá Tổng giáo phận Thành phố Hồ Chí Minh. Sau này là Giám mục chính tòa Giáo phận Mỹ Tho. |
| 16                             | Gioakim Trần Văn Hương         | 2012–2016                      | |
| 17                             | Giuse Bùi Công Trác            | 2016–2024                      | Từ năm 2023, là Giám mục phụ tá Tổng giáo phận Thành phố Hồ Chí Minh                                                |
| 18                             | Giuse Đỗ Xuân Vinh             | 2024–nay                       | |